# Koherer

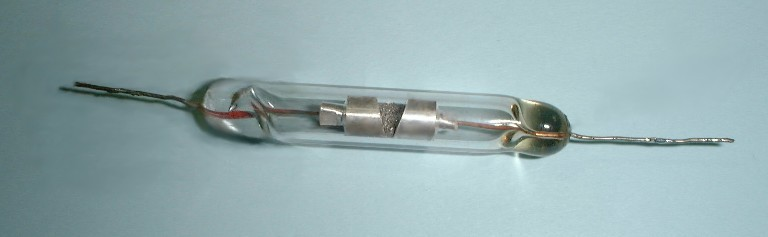
Koherer

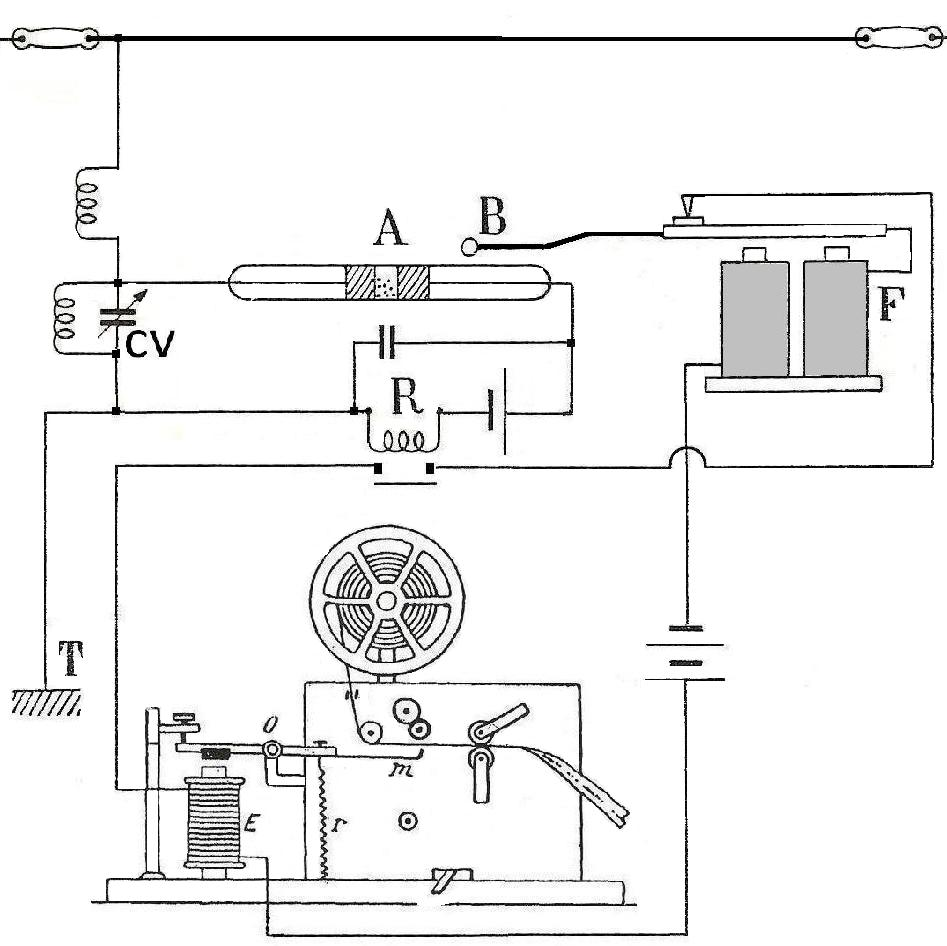
Schemat odbiornika z kohererem, który zapisywał kod Morse’a na taśmie

Koherer – detektor fal elektromagnetycznych, którego wynalazcą był francuski fizyk, Édouard Branly (1890). Został udoskonalony przez Olivera Lodge’a (demonstrowany publicznie w 1894 roku). W następnych latach był stosowany przez pionierów radia (Guglielmo Marconi, Aleksandr Popow).
Składał się z izolującej rurki, zwykle szklanej, wypełnionej opiłkami żelaznymi, na końcach której były umieszczone kontakty. Pod wpływem pola magnetycznego fali elektromagnetycznej zmniejszał się opór opiłków, na skutek zmiany ich ułożenia – stawało się bardziej uporządkowane – w ten sposób był to detektor przejścia fali. Wstrząs niszczył to uporządkowanie, i powodował, że opór wracał do większej wartości. W układzie stosowanym przez Popowa jako odbiornik szeregowo z kohererem był włączony elektromagnes, który poruszał dźwignię, rozłączając obwód, tak jak w dzwonku elektrycznym z przerywaczem, a ta z kolei uderzała w koherer. W ten sposób krótki impuls pola elektromagnetycznego powodował uderzenie w koherer, zaś dłuższy serię uderzeń. Tak skonstruowany układ był używany przez Popowa i Marconiego do odbioru sygnałów nadawanych alfabetem Morse’a – Popow na pierwszym pokazie przesłał słowa „Heinrich Hertz”.